# Hélène Smith

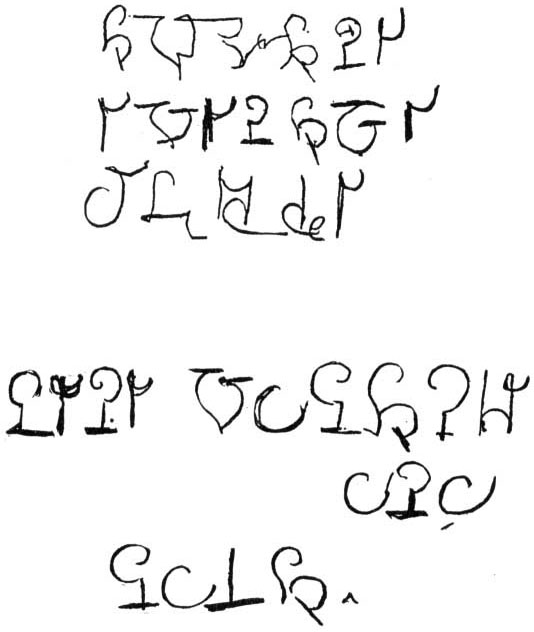
Hélène Smith: Marsisch aus der Séance am 22. August 1897, abgedruckt bei Flournoy (1900)

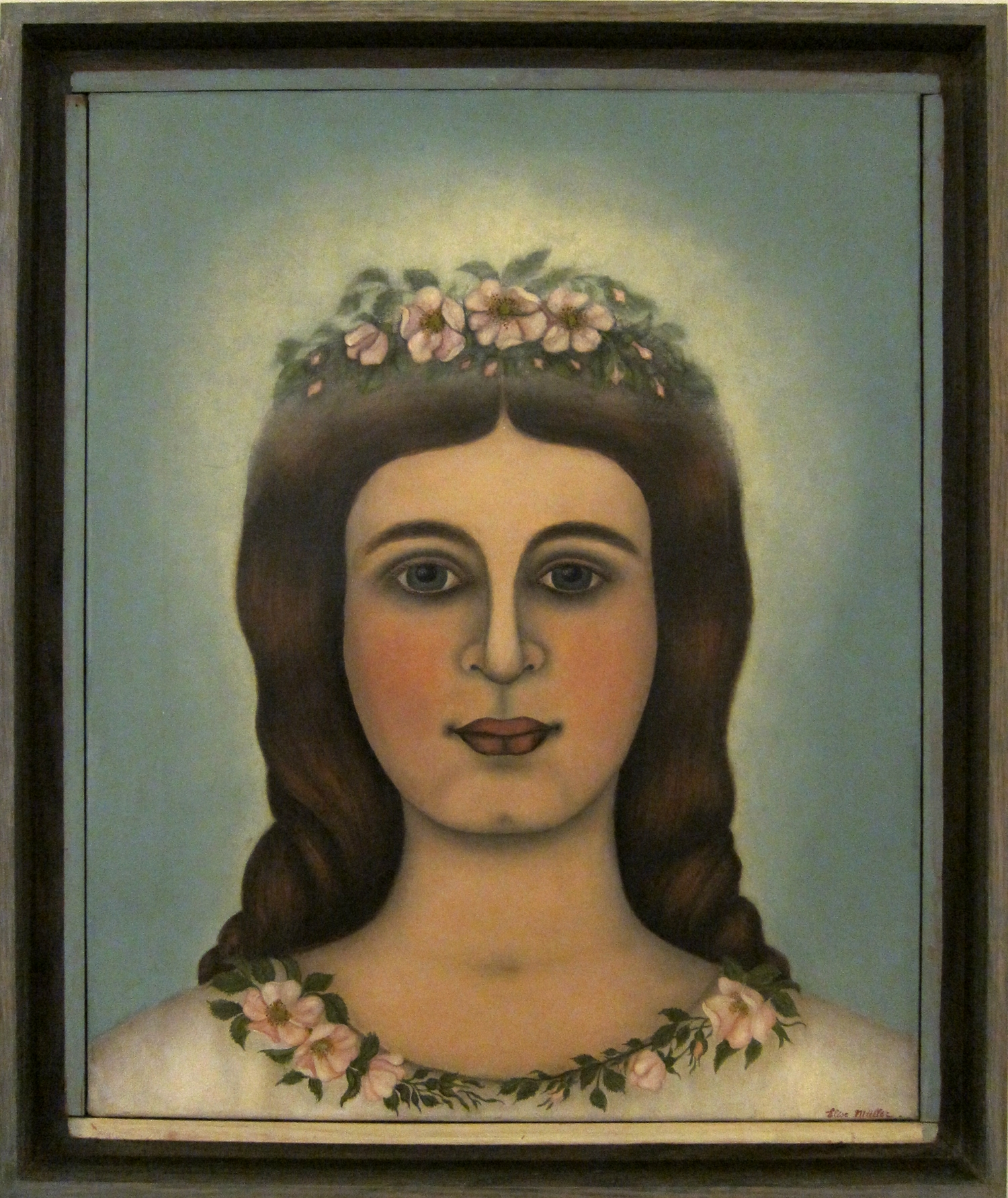
Hélène Smith: Tochter des Jaïrus (1913)

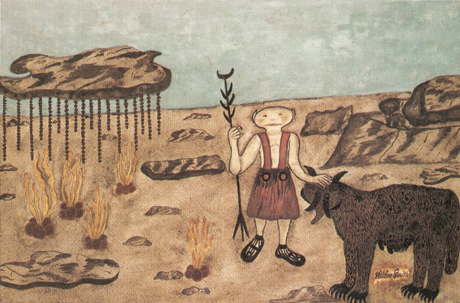
Marslandschaft (Detail, ohne Jahr)

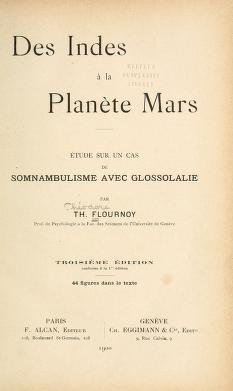
Des Indes à la Planète Mars (1900)

Hélène Smith (eigentlich Catherine-Élise Müller; geboren 9. Dezember 1861 in Martigny; gestorben 10. Juni 1929 in Genf) war eine Schweizer Malerin und ein Medium.

## Leben
Catherine-Élise Müller war die Tochter eines ungarischen Kaufmanns und arbeitete in einem Handelsgeschäft.
Ab 1891 betätigte sie sich in spiritistischen Sitzungen als Medium. Sie behauptete, in Séancen mit dem 1885 verstorbenen Erfolgsschriftsteller Victor Hugo und ab 1894 mit dem Zauberkünstler Alessandro Cagliostro (1743–1795) kommuniziert zu haben. Sie sah sich in weiteren Zyklen auch als Reinkarnation von Marie-Antoinette und der indischen Prinzessin Simandini aus dem 15. Jahrhundert. Später behauptete sie, Kontakt zu den Marsmenschen zu haben. Der Genfer Psychologieprofessor Théodore Flournoy nahm ab 1894 an den Séancen teil, die Smith zwischen 1892 und 1901 mit einer Gruppe in Genf hielt. Er notierte ihre Äußerungen und strukturierte ein Wörterverzeichnis. Er forderte sie auf, das Geäußerte aufzuschreiben und zu übersetzen.
Flournoy publizierte im Jahr 1900 die Untersuchung Des Indes à la Planète Mars und führte darin die unbewussten Eingebungen Smith’ auf reale Verhältnisse in ihrer Erfahrungswelt zurück. Die sprachlichen Strukturen der Marssprache basierten demnach auf dem Französischen. Auch der Sprachwissenschaftler Ferdinand de Saussure wurde von Flournoy bei der Analyse des „indischen Zyklus“ Smith’ konsultiert und nahm an Séancen teil. Für Flournoy war Smith eine Sprachschöpferin und Dichterin. In späteren Betrachtungen wurde der Zusammenhang mit der öffentlichen Debatte um die 1877 entdeckten (vermeintlichen) Marskanäle betont.
Nach Flournoys Veröffentlichung trennte sich Smith von ihm, und sie reklamierte die Urheberrechte an dem Buch, in dem sie ausgiebig zitiert wurde, vergeblich für sich.
Smith fand um 1900 eine vermögende Amerikanerin, die ihr weitere Séancen ermöglichte und für ihren Lebensunterhalt aufkam. Smith widmete sich nun auch der Malerei mit christlichen Motiven. Nach ihrem Tod organisierte das Kunstmuseum Genf eine Ausstellung mit ihren Bildern.
Die Surrealisten sahen in Smith eine Protagonistin der Écriture automatique.